# Zuiho
Zuihō (瑞鳳, vilket betyder den lyckobringande Fenghuang) var ett lätt hangarfartyg som tjänstgjorde i den Kejserliga japanska flottan under andra världskriget. Hon var det första hangarfartyget av Zuihō-klassen, därav namnet. Denna klass bestod dock endast av två skepp, Zuihō och hennes systerskepp Shōhō. Skeppet deltog i många operationer under sin livstid, bland annat Slaget vid Midway, Slaget om Guadalcanal och Slaget vid Santa Cruzöarna. Mellan slagen tjänade hon ofta som färja eller träningsfartyg och hennes flygplan ilandsattes ett flertal gånger för att användas vid landbelägna baser i Sydvästra Stilla havet. 

## Design och modifikation
Hon började sitt liv som ett ubåtsstödskepp när hon kölsträcktes den 20 juni 1935, men modifierades för att kunna byggas om till antingen ett lätt Hangarfartyg eller ett trängfartyg. Efter sjösättningen 19 juni 1936 påbörjades konverteringen, ett långvarigt projekt som varade fram till hos togs i tjänst 27 december 1940. Som en del av hennes konvertering utrustades hon bland annat med ett 179,98 meter (590 ft 6 in) långt flygdäck, en hangar och två polygonformade hissar. För att skydda henne mot luftangrepp monterades även luftvärn bestående av fyra dubbelmonterade 12,7 cm/40 Typ 89 kanoner och fyra dubbelmonterade Typ 96 25 mm luftvärnskanoner.

## Tjänst och öde
Den första stora operation hon deltog i var Attacken mot Pearl Harbor 7 december 1941, där hon tillsammans med hangarfartyget Hōshō och sex slagskepp täckte den anfallande styrkan, bestående av bland annat sex hangarfartyg, på deras väg tillbaka. Efter att ha transporterat ett antal Mitsubishi A6M Zero till Davao, Filippinerna, tillbringade hon sin tid i japanska vatten fram till Slaget vid Midway. Hennes uppgift var att eskortera och täcka landningen av de japanska invasionsstyrkorna på Midwayöarna, men eftersom första hangarfartygsflottan tillintetgjordes av de amerikanska styrkorna, skedde aldrig invasionen, och Zuihō retirerade tillsammans övriga japanska styrkor. Hösten 1942 placerades hon i Första Hangarfartygsdivisionen tillsammans med Shōkaku och Zuikaku, de mest betydelsefulla hangarfartygen kvar i tjänst vid denna tid. Efter att ha täckt landstigningen av japanska trupper vid Guadalcanal, deltog de i slaget vid Santa Cruzöarna. Under slaget attackerade nio st Mitsubishi A6M Zero från Zuihō flygplan från det amerikanska hangarfartyget USS Enterprise, de sköt ner fem och skadade två, men förlorade fyra av sina egna. Senare i slaget träffades Zuihō av 230 kg bomber släppta av två Douglas SBD Dauntless från Enterprise, och hon blev tvungen att retirera till tillsammans med den skadade Shōkaku.